# BHP
BHP, cunoscută anterior sub numele de BHP Billiton, este entitatea comercială a BHP Group Limited și BHP Group plc, o companie pe acțiuni multinațională anglo-australiană de minerit, metale și petrol, cu sediul în Melbourne, Victoria, Australia.
BHP Billiton este cea mai mare companie minieră din lume.
În anul 2008 a înregistrat un profit anual net record de 15,4 milarde dolari.